# Tallavent

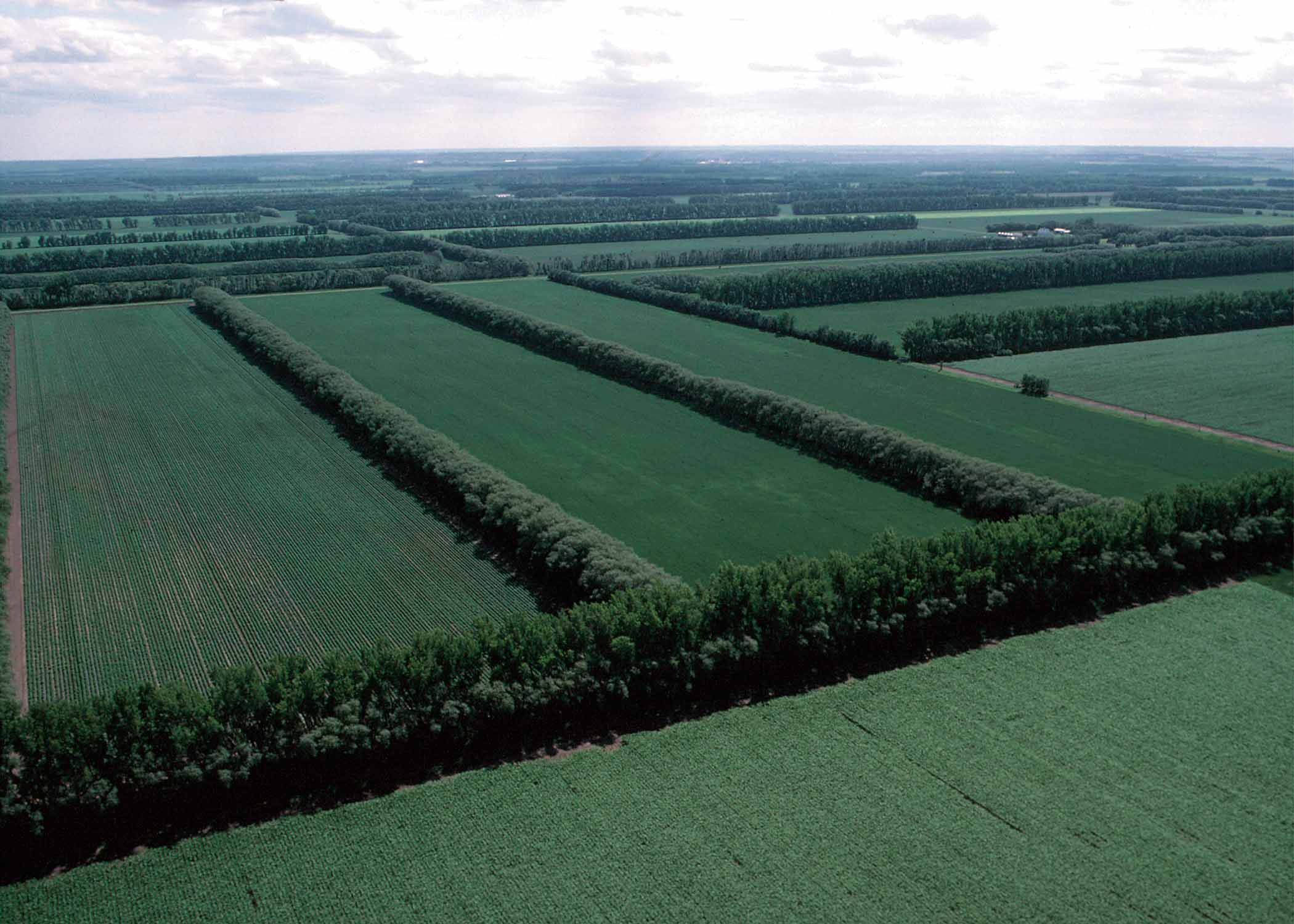
Vista aèria de tallavents a Dakota del Nord

Un tallavent, trencavent o paravent és una plantació d'arbres o arbusts, generalment lineal, situada perpendicularment a la direcció dels vents desfavorables per tal de disminuir-ne els efectes.
Els tallavents tenen com a objectiu de fer una pantalla davant del vent i protegir el sòl de l'erosió.
Normalment es planten en els límits de les parcel·les en explotacions agrícoles.
Si està ben dissenyat un tallavent redueixen el cost de la calefacció i la refrigeració i estalvien energia.
També es planten tallavents per aturar la neu. Forneixen un hàbitat adequat per a la vida silvestre i en alguns casos tenen un aprofitament forestal.
De vegades serveixen per a mantenir fora de la vista les granges de les carreteres estant i disminueixen el soroll.
Hi ha també tallavents que no són vegetals.
Hi ha hagut grans projectes de plantació de tallavents com el de la Gran Muralla Verda de la Xina, el bosc de Genko a Rússia (oblast d'Ulianovsk) el pla de Stalin de 1948 a les estepes del sud de Rússia. El "Great Plains Shelterbelt" per combatre l'erosió de les grans Planes dels Estats Units i el del Canadà